# Техас, Карлос
Карлос Родриго Техас Пастен (исп. Carlos Rodrigo Tejas Pastén; 4 октября 1971, Икике, Чили) — чилийский футболист, вратарь.

## Карьера

### Клубная
В 1997 году Техас подписал свой профессиональный контракт с чилийским клубом «Кокимбо Унидо», в котором он пробыл до 1998 года. После этого на ещё три года перешёл в другую команду из Чили «Сантьяго Морнинг». В 2001 году он на один сезон возвращается в «Кокимбо Унидо».
С 2002 по 2009 годы Карлос Техас меняет несколько чилийских клубов, среди которых были «Кобрелоа», «Депортес Ла-Серена» и «О’Хиггинс». В 2009 году он вернулся в свой первый клуб..

### Сборная
В 1997 году Техас впервые был вызван в сборную Чили. После этого он также вызывался в национальную сборную, однако ни разу не вышел на поле в составе команды.
Также Техас был в заявке сборной Чили на чемпионат мира 1998 года, однако также не сыграл ни одного матча за команду.

## Достижения

### Кобрелоа
- Чемпион Чили: Ап. 2003, Кл. 2003